# Valci Júnior
Valci Teixeira Júnior, oder einfach Valci Júnior (* 14. Februar 1987 in Brasília), ist ein brasilianischer Fußballspieler.

## Karriere
Valci Júnior erlernte das Fußballspielen in der Jugendmannschaft vom Clube Andraus Brasil Ltda im brasilianischen Campo Largo. Seinen ersten Vertrag unterschrieb er 2008 bei Associação Botafogo FC in Guará. 2009 wechselte er nach Thailand. Hier unterschrieb er in Bangkok einen Vertrag beim TOT SC. Der Verein spielte in der ersten Liga, der Thai Premier League. 2010 unterschrieb er einen Vertrag beim Ligakonkurrenten Sisaket FC in Sisaket. Nach der Hinserie wechselte er Mitte 2010 zum Erstligisten TTM Phichit. Der ebenfalls in der ersten Liga spielende Singhtarua FC nahm ihn die Hinserie 2011 unter Vertrag. Nach der Hinserie wechselte er zum Nakhon Ratchasima FC. Der Verein aus Nakhon Ratchasima, auch als Korat bekannt, spielte in der dritten Liga, der Regional League Division 2, in der North-Eastern-Region. Ende 2012 wurde er mit dem Klub Tabellendritter und stieg in die zweite Liga auf. Nach dem Aufstieg verließ er Korat und wechselte in den Oman. Hier nahm ihn Al-Nahda Club unter Vertrag. Der Verein aus Buraimi spielte in der ersten Liga des Landes, der Oman Professional League. Nach 22 Erstligaspielen kehrte er Mitte 2013 wieder nach Thailand zurück, wo er einen Vertrag beim Zweitligisten Krabi FC unterschrieb. 2014 nahm ihn Ligakonkurrent Bangkok FC unter Vertrag. Über die Stationen Ayutthaya FC und Nakhon Pathom United FC ging er 2016 nach Japan, wo er sich Gainare Tottori anschloss. Der Klub aus der Präfektur Tottori spielte in der dritten japanischen Liga, der J3 League. Udon Thani FC, ein Drittligist aus Thailand, nahm ihn Anfang 2017 unter Vertrag. Ende 2017 wurde er mit Udon Thani Vizemeister und stieg somit in die zweite Liga auf. Nach dem Aufstieg verließ er Udon und wechselte zum Zweitligaaufsteiger Samut Sakhon FC nach Samut Sakhon. Nach der Hinserie nahm ihn der kambodschanische Erstligist Phnom Penh Crown unter Vertrag. 2019 stand er in Malaysia bei Perlis FA unter Vertrag. Nachdem der Verein gesperrt wurde, wechselte er Anfang 2020 nach Indien, wo er sich Minerva Punjab FC anschloss. Mitte 2020 kehrte wieder nach Thailand zurück. Am 1. Juli 2020 unterschrieb er einen Vertrag beim Zweitligisten Sisaket FC in Sisaket. Für Sisaket spielte er bis Ende 2020 achtmal in der zweiten Liga. Nach der Saison wurde sein Vertrag aufgelöst. Wo er von Anfang 2021 bis August 2022 gespielt hat, ist unbekannt. Im August 2022 nahm ihn der myanmarische Erstligist Yangon United unter Vertrag und er schoss dort in den restlichen neun Ligaspielen acht Treffer. Im Dezember 2022 wurde sein Vertrag nicht verlängert.

## Erfolge
Udon Thani FC
- Thai League 3 – Upper: 2017 (Vizemeister)  ▲